# 22587 МакКеннон
22587 МакКеннон (22587 McKennon) — астероїд головного поясу, відкритий 21 квітня 1998 року.
Тіссеранів параметр щодо Юпітера — 3,591.